# Розыгрыш Лео Таксиля

Плакат, рекламирующий работу Лео Таксиля

Розыгрыш Лео Таксиля (фр. Affaire Léo Taxil) — мистификации, организованные Лео Таксилем в 1890-х годах и предназначенные для насмешки над католической церковью и над оппозиционным ей масонством.

## Таксиль и масонство
Лео Таксиль — это псевдоним Мари Жозефа Габриэля Антуана Жогана-Пажеса, которого ранее обвиняли в клевете в книге под названием «Тайная любовь папы Пия IX». 20 апреля 1884 года папа Лев XIII опубликовал энциклику Humanum Genus, в которой говорилось, что человеческая раса была:
разделена на две различные и противоположные части, из которых одна упорно борется за истину и добродетель, а другая за то, что противоречит добродетели и истине. Одно есть царство Божие на земле, а именно истинная Церковь Иисуса Христа… Другое есть царство Сатаны… Однако в этот период сторонники зла, похоже, объединяются и борются в едином порыве, возглавляемые или поддерживаемые этой хорошо организованной и широко распространенной ассоциацией, называемой «масонами».

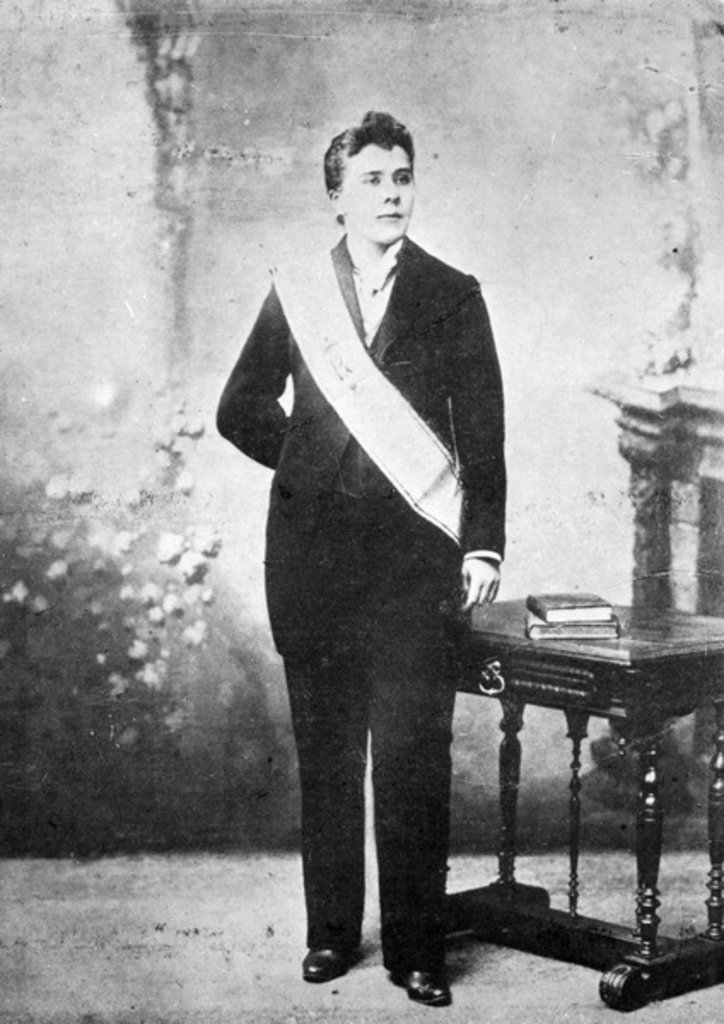
Так называемая «Диана Воган», одетая как «генеральный инспектор Палладия». Фотография Ван Боша, опубликованная в книге Mémoires d’une ex-palladiste parfaite, initiée, indépendante, 1895 год

После этой энциклики Таксиль публично обратился в католицизм и объявил о своём намерении возместить ущерб, который он нанёс «истинной вере».
Первой книгой, выпущенной Таксилем после его обращения, была четырёхтомная история масонства, которая содержала фиктивные свидетельства очевидцев об их участии в сатанизме. С сотрудником, который был назван «доктором Карлом Хаксом», Таксиль написал ещё одну книгу под названием «Дьявол в девятнадцатом веке» (фр. Le Diable au XIXe siècle), в которой появился новый персонаж, Диана Воган, предполагаемый потомок розенкрейцеровского алхимика Томаса Вогана. Книга содержала много историй о её встречах с воплощением демонов, один из которых должен был писать пророчества на спине хвостом, а другой играл на пианино в форме крокодила.
Диана якобы была вовлечена в сатанинское масонство, но получила искупление, когда однажды выразила восхищение Жанной д’Арк, из-за имени которой демоны отправились в бегство. После публикации истории Дианы Воган, Таксиль опубликовал книгу под названием «Евхаристическая Новена» — сборник молитв, которые были высоко оценены Папой Римским.

### Палладисты
В мистификации Таксиля палладисты были членами предполагаемого культа теистического сатанизма в масонстве. Согласно Таксилю, палладизм был религией, исповедуемой в высших градусах масонства. Приверженцы поклонялись Люциферу и общались с демонами.
В 1891 году Лео Таксиль и Адольф Рику заявили, что открыли Палладианское общество. Французская книга 1892 года «Дьявол в девятнадцатом веке» (фр. Le Diable au XIXe siècle), написанная «доктором Батайем» (на самом деле, Лео Таксилем), утверждала, что палладисты были сатанистами, базирующимися в Чарльстоне, Южная Каролина. Якобы их возглавлял американский масон Альберт Пайк, а создал организацию итальянский либеральный патриот и писатель Джузеппе Мадзини.
Артур Эдвард Уэйт, развенчивая существование палладистов в «Поклонении дьяволу во Франции, или Вопросе о Люцифере, ч. II: „Маска масонства“» (Лондон, 1896) и ссылаясь на «работы Доменико Марджиотты и доктора Батайи», заявил что «Орден Палладия, основанный в Париже 20 мая 1737 года или Суверенный совет мудрости», был «масонским дьявольским орденом». «Доктор Батай» утверждал, что женщины ордена, предположительно, должны быть инициированы как «сообщники Пенелопы». Также, по словам «доктора», у общества было два ордена: «Адельф» и «Компаньон Улисса»; однако орден был расколот французскими правоохранительными органами через несколько лет после его основания. В 1885 году предполагаемая Диана Воган опубликовала «Признания экс-палладиста».

## Раскрытие розыгрыша
19 апреля 1897 года Лео Таксиль созвал пресс-конференцию, на которой, по его словам, он должен был представить прессе Диану Воган. Вместо этого на конференции Таксиль объявил, что его откровения о масонах были вымышленными. Он поблагодарил католическое духовенство за помощь в освещении его абсурдных претензий.
Исповедь Таксиля была полностью напечатана в парижской газете Le Frondeur 25 апреля 1897 года под названием «Двенадцать лет под знаменем церкви, розыгрыш палладизма. Мисс Диана Воган — Дьявол на масонах. Конференция, проведённая М. Лео Таксилем в зале Географического общества в Париже».
Мистификация Таксиля цитировались различными писателями и после разоблачения. Так, трактаты Chick Publications, «Проклятие Бафомета» и книга Рэнди Ноблитта о сатанинском ритуальном насилии «Культ и ритуальное насилие» ссылаются на вымышленные претензии Таксиля.

## Интервью Таксиля

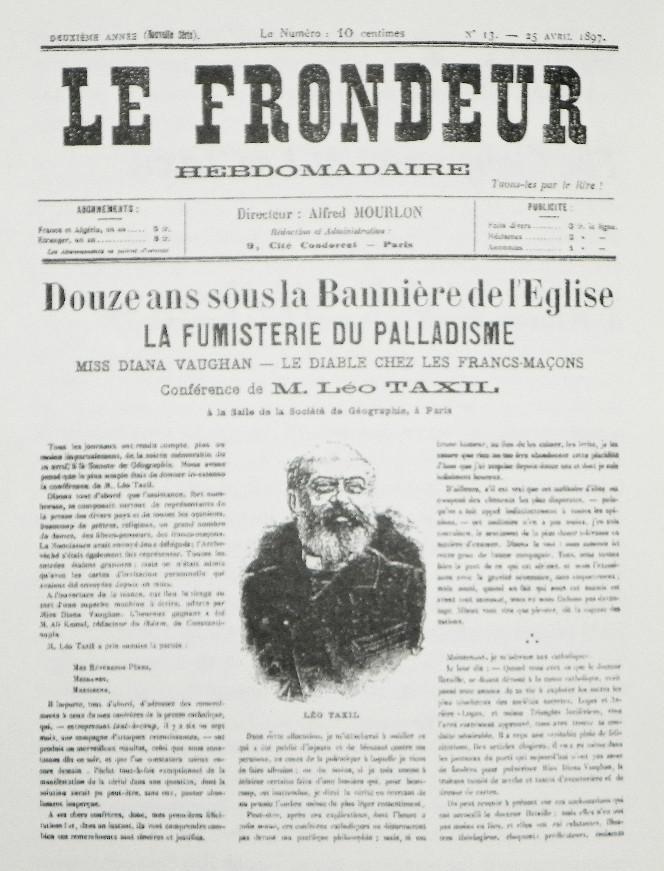
Парижская газета с рассказом о признании Лео Таксиля в мистификации

В журнале National Magazine, an Illustrated American Monthly за апрель-сентябрь 1906 (стр. 228 и 229) Таксиль объясняет свои истинные причины для мистификации. Десять месяцев спустя, 31 марта 1907 года, Лео Таксиль умер.
Члены масонских орденов понимают ложность обвинений этой организации в антимасонских войнах. Католическая церковь и многие другие религиозные ордена стали жертвами этих недописанных и зачастую ядовитых нападок. Исповедь Таксиля, французского вольнодумца, разоблачившего сначала католиков, а затем масонов, представляет собой интересное чтение, связанное с сегодняшней ситуацией. Подобные мотивы приводят в действие некоторых из сегодняшних «разгребателей грязи», как указано в следующем признании:
«Публика сделала меня тем, кто я есть: заклятым лжецом того времени, — признался Таксиль, — ибо, когда я впервые начал писать против масонов, моей целью было чистое и простое развлечение. Настолько невозможным, настолько преувеличенным, я думал, что все увидят эту шутку и оценят мою заслугу в создании новой линии юмора, но мои читатели этого не хотели, они принимали мои басни за истину, и чем больше я лгал, с целью показать, что я лгал, тем больше они убеждались, что я был образцом правдивости.
Тогда меня осенило, что в том, чтобы быть Мюнхгаузеном правильного сорта, нужно тратить много денег, и в течение двенадцати лет я отдавал их им горячо и сильно, но никогда не слишком горячо. Придумывая такую чепуху, как история о дьявольском змее, который концом хвоста писал пророчества на спине Дианы, я иногда говорил себе: „Остановись, ты заходишь слишком далеко“, но я этого не делал. Моим читателям даже понравился рассказ о дьяволе, который, чтобы жениться на масоне, превратился в крокодила и, несмотря на маскарад, замечательно играл на рояле.
Однажды, читая лекцию в Лилле, я сказал своей аудитории, что мне только что явился Наутилус, что было самым смелым оскорблением человеческой доверчивости, на которое я до сих пор отваживался. Но мои слушатели и глазом не моргнули. „Слышишь, доктор видел Наутулуса“ — говорили они с восхищенными взглядами. Конечно, никто не имел ясного представления, кто такой Наутилус, да я и сам не знал, но они предполагали, что это был дьявол.

Ах, веселые вечера, которые я проводил с моими коллегами-авторами, вынашивая новые сюжеты, новые, неслыханные извращения истины и логики, каждый стараясь превзойти друг друга в организованной мистификации. Я думал, что умру от смеха над некоторыми из предложенных вещей, но все прошло; нет предела человеческой глупости».

## Цитата Люцифера
Несколько параграфов о Люцифере часто приписывают мистификации Таксиля. Этот фрагмент звучит так:
Мы должны сказать миру, что мы поклоняемся богу, но это бог, которому поклоняются без суеверия. Вам, Суверенные Великие Генеральные Инспекторы, мы говорим это, чтобы вы могли повторить это братьям 32, 31 и 30 степеней: Масонская религия должна всеми нами, посвящёнными высших степеней, поддерживаться в чистоте люциферианского учения. Если бы Люцифер не был Богом, клеветали бы на него Адонай и его жрецы?
Да, Люцифер — это Бог, и, к сожалению, Адонай — тоже бог. Ибо вечный закон состоит в том, что нет света без тени, нет красоты без безобразия, нет белого без чёрного, ибо абсолют может существовать только как два бога; темнота необходима, чтобы свет служил ему фольгой, как пьедестал необходим статуе и тормоз паровозу…

Таким образом, учение сатанизма есть ересь, а истинная и чистая философская религия есть вера в Люцифера, равного Адонаю; но Люцифер, Бог Света и Бог Добра, борется за человечество против Адоная, Бога Тьмы и Зла.
Эта цитата была опубликована Абелем Кларином де ла Ривом в его книге «Женщина и ребёнок во всемирном масонстве». Несмотря на то, что к цитате прилагается сноска на Диану Воган, цитата не появляется в трудах Таксиля.

## Популярная культура
Палладисты — это название сатанинского общества Гринвич-Виллидж в фильме Вэла Льютона «Седьмая жертва».
Палладисты играют важную роль во второй части романа Умберто Эко «Пражское кладбище» (2011).